# 斉藤上太郎
斉藤 上太郎（さいとう じょうたろう、1969年9月15日 - ）は、日本のファッションデザイナー。京都府出身。東京ファッションデザイナー協議会正会員。
祖父は染色作家の斉藤才三郎、父は現代着物作家・斉藤三才。

## 人物
近代染色作家の基礎を築いてきた家系に生まれた。27歳で着物作家としてデビュー後、現代空間にマッチするクラシックとコンテンポラリーが共存するファッションとしての着物を提唱。
着物のデザインのほかにも、ペニンシュラ東京などを始めとする、プロダクトやインテリアの制作まで多方面に渡って活動する。近年は東京コレクションにおいて定期的に新作発表を行っている。

## 年譜
- 1990年 レディース・プレタブランド「オーティアス」を立ち上げる。
- 1996年 「オーティアス」として東京コレクションに参加し、着物作家としてデビューする。
- 1997年 第1回「JOTARO SAITO／個展」開催。
- 1998年 第2回「JOTARO SAITO／キモノ展」開催。
- 1999年 第3回「JOTARO SAITO／キモノの進化」展、開催。
- 2000年 第4回「JOTARO SAITO／COLOR MOOD」展、開催。
- 2001年 第5回「JOTARO SAITO／魅力の法則」展、開催。
- 2002年 東京コレクション「伝統という新しさ」発表。
- 2003年 東京コレクション「KIMONO DYNAMISM」発表。
- 2004年 東京コレクション「赤いキモノ」発表。
- 2005年 東京コレクション「離宮」発表。第1回「100％ design tokyo」出展。
- 2006年 第2回「100％ design tokyo」に出展。
- 2007年1月 インテリアデザイナー・岩倉榮利とのコラボレーションによるファニチャーのプロダクトを発表。
- 2007年3月 東京コレクション「百鼠（ひゃくねずみ）」発表。
- 2008年3月 東京コレクション「GOTHIC CAMELLIA」発表。
- 2008年10月 auのケータイ・オリジナルケース、BONNIE PINKとのコラボによるオリジナル・ストラップを発表。
- 2008年10月 ウェッジウッドとのコラボレーションによる陶磁器「ジャパネスクII」を発表。
- 2009年1月 パリ「メゾン・エ・オブジェ」でJOTAROブランドのテキスタイルを発表。
- 2009年3月 東京コレクション「The Marbling」発表。
- 2009年5月 スペインのジュエリーブランド 「ノアバルセロナ」とのコラボレーション作品発表。
- 2009年11月 六本木ヒルズけやき坂通り、初のコンセプトショップをオープン。
- 2009年11月 家具メーカー・カリモクとのコラボレーションによるファニチャーのプロダクト「蓮夕」の新作を発表。
- 2010年3月 東京コレクション「清風明月×水月鏡花」発表。
- 2010年4月 GACKT主演の「眠狂四郎無頼控」で舞台衣装担当（2010年5月東京より全国7都市公演）。